# Marian Bąk (nauczyciel)
Marian Bąk (ur. 1 stycznia 1936 w Rzędzianowicach, zm. 22 maja 2021) – polski nauczyciel, działacz samorządowy, społeczny i sportowy.

## Życiorys
Absolwent Politechniki Krakowskiej (tytuł inżyniera) oraz Wyższej Szkoły Pedagogicznej w Rzeszowie (tytuł magistra). Od 1955 roku pracował w PZL WSK Mielec jako konstruktor, a następnie kierownik warsztatów szkolnych. W latach 1969–1990 był zatrudniony w Zespole Szkół Technicznych w Mielcu, pełniąc funkcję zastępcy dyrektora (1968–1978) oraz dyrektora placówki (1978–1990).
Od lat 80. XX wieku uczestniczył w życiu samorządowym Mielca. Był członkiem Wojewódzkiej Rady Narodowej województwa rzeszowskiego (1988–1990), delegatem do Sejmiku Samorządowego Województwa Rzeszowskiego (1994–1998) oraz radnym Sejmiku Województwa Podkarpackiego (1998–2002, wybrany z listy SLD). Był również radnym Mielca. Ponadto, w latach 2004–2007 pełnił funkcję przewodniczącego Rady Osiedla Jana Kilińskiego w Mielcu, a od 2007 roku był członkiem tej Rady.
Jako działacz sportowy i społeczny był członkiem Zarządu FKS Stal Mielec (1972–1990) oraz mieleckiej delegatury Automobilklubu Rzeszowskiego. Przewodniczył kołom Związku Młodzieży Wiejskiej i Ludowych Zespołów Sportowych w Rzędzianowicach a także działał w mieleckim oddziale Związku Nauczycielstwa Polskiego jako członek zarządu Sekcji Emerytów i Rencistów.
Został pochowany na cmentarzu parafialnym Bazyliki św. Mateusza Apostoła i Ewangelisty w Mielcu przy ul. Sienkiewicza.

## Odznaczenia i nagrody
Za działalność został odznaczony Krzyżem Kawalerskim Orderu Odrodzenia Polski, Srebrnym Krzyżem Zasługi, Medalem Komisji Edukacji Narodowej, Medalem 40-lecia Polski Ludowej, Srebrnym Medalem „Za zasługi dla obronności kraju” oraz Złotą Odznaką „Za Zasługi dla OHP”. Otrzymał również nagrodę Ministra Edukacji Narodowej. W 1985 roku został wpisany do „Księgi Zasłużonych dla Miasta Mielca”.